# Joseph-Marie Ndi-Okalla
Joseph-Marie Ndi-Okalla, né le 21 novembre 1957 à Yaoundé, est un prélat catholique camerounais, évêque de Mbalmayo.

## Biographie
Il a effectué sa scolarité au Petit Séminaire Saint-Paul de Mbalmayo où il a obtenu son baccalauréat (1970), puis en propédeutique au Grand Séminaire de Nkolbisson et au Séminaire universitaire de l'Institut catholique de Paris (1978-1984). Il a notamment obtenu un doctorat en dogmatique à la faculté de théologie catholique de l’Université de Bonn et un DEA en Sciences sociales à l’École des hautes études en sciences sociales (EHESS). Il est l'auteur de plusieurs ouvrages et articles scientifiques.
Ordonné prêtre le 13 août 1983, il est nommé évêque de Mbalmayo le 27 décembre 2016 et ordonné le 18 février 2017.